# Bassano Romano
Pour les articles homonymes, voir Bassano.
Bassano Romano est une commune italienne d'environ 4 750 habitants, située dans la province de Viterbe, dans la région Latium, en Italie centrale.Bassano Romano se trouve à 30 km du chef-lieu Viterbe et à 35 km du grand contournement de Rome.

## Géographie
Bassano Romano se trouve à une altitude de 350 mètres au-dessus de la mer. Il est à mi-chemin entre le lac de Bracciano et le lac de Vico, tous deux d'origine volcanique. Le territoire de la commune, principalement sur des collines, se trouve au milieu de végétation composée essentiellement de hêtres, de châtaigniers et de chênes.

## Histoire
Il y avait déjà des établissements humains à Bassano Romano à l'époque de la Rome impériale, comme en témoignent les restes d'une villa au lieu-dit Valle Petrana. Au Moyen-Âge, le bourg est connu sous le nom « feudus bassani ». Au XIIe siècle, un seigneur local, Enotrio Serco, y transfère sa résidence.
En 1482, le pape Sixte IV assigne aux Anguillara (it), une famille patricienne romaine, le fief. En 1595, le pape Clément VIII le cède aux Giustiniani de la branche De Banca, des marchands génois. En 1605, Bassano est érigé en marquisat et de travaux commencent pour la construction d'un pavillon de chasse appelé La Rocca, de greniers, d'une église (San Vincenzo) et du pont delle Vaschie. À cette période arrivent à Bassano plusieurs artistes comme L'Albane, Domenico Zampieri et Antonio Tempesta.
En 1644, avec une bulle du pape Innocent X, le fief de Bassano devient une principauté. En 1735, le créateur de majolique Bartolomeo Terchi vient s'y installer. De nombreuses épidémies s'abattent sur Bassano : en 1709, en 1770 et en 1786. En 1799, les Français, à la suite de la création par Napoléon de la République Romaine, se battent contre les insurgés. En 1854, la principauté de Bassano passe des Giustiniani aux Odescalchi.
Pendant la Seconde Guerre mondiale, Bassano est le théâtre de confrontations violentes entre les forces allemandes d'occupation et les Alliés. Le village est entièrement occopé par le Génie des ponts de la Wehrmacht. Les partisans sont très actifs, avec des actions de sabotage, parmi eux Mariano Buratti (it).
En 1964, le nom passe de Bassano di Sutri à Bassano Roman.

## Monuments
- Monastère San Vincenzo (it)
- Petite église de Santa Maria dei Monti
- Église de San Gratiliano
- Église de la Madonna della Pietà
- Église de Santissima Maria Assunta
- Église de la Madonna del Canale
- Église de l'Ospedale
- Villa Giustiniani Odescalchi
- Pavillon de chasse La Rocca

## Économie
Bassano Romano a sa propre gare, mais elle est actuellement (2015) fermée au public.

## Culture
Bassano Romano célèbre les fêtes suivantes :
- Fête de la Madonna della Pietà (jour de l'ascension) ;
- Fête du saint patron San Gratiliano (12 août) ;
- Carneval de Bassano.

## Administration
| Période                                  | Période | Identité        | Étiquette     | Qualité |
| ---------------------------------------- | ------- | --------------- | ------------- | ------- |
| 2006                                     | 2011    | Luigi De Luca   |               | Maire   |
| 16 mai 2011                              |         | Angela Bettucci | Liste civique | Maire   |
| Les données manquantes sont à compléter. |         |                 |               |         |

### Communes limitrophes
Bracciano, Capranica, Oriolo Romano, Sutri, Vejano

## Jumelages
| Ville | Ville | Pays | Pays  |
| ----- | ----- | ---- | ----- |
|       | Chíos |      | Grèce |